# Zalka Miklós
Zalka Miklós (Budapest, 1928. május 25. – Budapest, 1997. április 2.) József Attila-díjas (1985) magyar író, újságíró, katonatiszt.

## Életpályája
1946-1950 között könyvkiadói tisztviselőként dolgozott. 1950-1983 között hivatásos katonatiszt volt. 1951-1953 között a Néphadsereg munkatársa volt. 1952-1957 között a Zrínyi Miklós Katonai Akadémia hallgatója volt. 1953-1956 között a Szabad Hazánkért szerkesztőbizottsági titkára, 1956-1962 között főszerkesztője volt. 1957-1962 között az ELTE BTK újságírás tanszékvezetője volt. 1962-1963 között a Honvéd Művészegyüttes művészeti vezetőjeként dolgozott. 1964-1983 között a Zrínyi Katonai Kiadó szépirodalmi szerkesztőségének vezetője volt. 1988-tól a Zrínyi Miklós Irodalmi és Művészeti Társaság alelnöke volt. 1990-1991 között a Nótárius Könyvkiadói Gazdasági munkaközösség vezetője volt. 1991-től a Littoria Könyvkiadó ügyvezető igazgatója volt.

## Művei
- 1953: Fergetegben (kisregény)
- 1953; Tavaszi áradás (kisregény)
- 1955: Nehéz út (regény; bolgárul: 1965)
- 1959-1962: Aknamező I.-II. (regény; bolgárul: 1961, csehül: 1965)
- 1960: Különös ember (regény)
- 1962: Hétköznapok és ideálok (elbeszélés)
- 1965: Részeg vallomás (kiadatlan)
- 1965: A hetedik (elbeszélés)
- 1965: Rapszódia fehérben (elbeszélés)
- 1966: Emigráns (kiadatlan)
- 1967: A mi utcánk (regény)
- 1967: A bőrzekés (regény; oroszul: 1969, németül: 1972, szlovákul: 1973, csehül: 1979)
- 1968: Felhő a fák fölött (regény)
- 1968: Énekek éneke (regény)
- 1968: Levelek az életről (elbeszélés)
- 1969: Mindenkihez! (történelmi esszé)
- 1970: Ünnep Szumátrán (elbeszélés)
- 1971: A távolban Kánaán (regény)
- 1971: A dzsungel vére (riportok)
- 1971: Rizs és bambusz (elbeszélés)
- 1971: Messzi ország? (riport)
- 1973: És felnő az elefánt (elbeszélés és riport)
- 1974: A Csollima szárnya (riport)
- 1975: Emlékek vására (kiadatlan)
- 1975: Roham 03.30 (történelmi esszé)
- 1975: Füstkarikák (elbeszélés)
- 1975: Az asszony, akire várnak (regény)
- 1978: Kilátás a múltba (kisregények)
- 1979: Szamuely (történelmi esszé)
- 1980: Ostrom (A távolban Kánaán átdolgozása, bővített változat) (regény; oroszul: 1983, németül: 1984)
- 1982: Vörösök és fehérek (történelmi esszé)
- 1982: Csikágó, regénytetralógia
  - 1982: Fekete karácsony
  - 1984: Zúgnak a harangok
  - 1985: Harmadik emelet, jobbra
  - 1988: Ágyúdörej
- 1988: Mindenféle históriák (válogatott elbeszélések)
- 1988: Sztálingrád (kiadatlan)
- 1990: Tizenhárom ágy (kiadatlan)
- 1994: Ítélet (regény)
- Feleségeim története I.-III. (kiadatlan)

## Díjai
- Kiváló Szolgálatért Érdemérem (1955)
- Szolgálati Érdemérem (1970, 1975, 1980)
- Vörös Csillag Érdemrend (1983)
- József Attila-díj (1985)